# إندستريال لايت آند ماجيك
إندستريال لايت آند ماجيك (بالإنجليزية: Industrial Light & Magic)‏ هي شركة أمريكية في مجال المؤثرات البصرية للأفلام. تأسست في مايو 1975 من قبل جورج لوكاس، وهي شركة فرعية لشركة لوكاس فيلم التي أسسها لوكاس أيضا. وتأسست عندما بدأ لوكاس في إنتاج فيلم حرب النجوم. اعتبرت الشركة لسنوات عديدة رائدة في مجال صناعة المؤثرات البصرية للأفلام.

## روابط خارجية
- إندستريال لايت آند ماجيك على موقع IMDb (الإنجليزية)
- إندستريال لايت آند ماجيك على موقع الموسوعة البريطانية (الإنجليزية)